# Ръсел Швейкарт
Ръсел Луис „Ръсти“ Швейкарт (на английски: Russell Louis „Rusty“ Schweickart) е роден на 25 октомври 1935 г. в Нептун Тауншип, Ню Джърси. Американски учен и астронавт, участник в един космически полет.

## Образование
Швейкарт завършва висшето си образование в Manasquan High School, Ню Джърси, със степен бакалавър по аеронавтика през 1956 г. След това придобива магистърска степен по същата специалност от Масачузетския технологичен институт през 1963 г.

## Служба в НАСА
Р. Швейкарт е избран за астронавт от НАСА на 17 октомври 1963 год, Астронавтска група №3. Особеното в неговата професионална кариера е това, че той започва веднага подготовка по програмата Аполо и изобщо не участва в започващата програма Джемини.
Единствения си космически полет осъществява от 3 до 13 март 1969 г. като (пилот на лунния модул на Аполо 9. Десетдневната мисия е изключително сложна и отговорна. За първи път лунния модул е изведен и пилотиран на околоземна орбита. Астронавтите Джеймс Макдивит
и Ръсел Швейкарт осъществяват маневри по стиковане и разстиковане с командния модул на Аполо, пилотиран от Дейвид Скот. Най-голямото разстояние, на което се отдалечават двата кораба е 111 мили (около 172 км). Проверени са маневрените възможности на лунния модул в космическото пространство и са отработени процедурите по ползването му от следващите мисии. Освен тази задача, Швейкарт е натоварен персонално и с друга не по-малко важна. Той е първият астронавт от програмата Аполо, който осъществява космическа разходка, с цел проверка на специалния скафандър (на английски: Portable Life Support System) за ходене по Лунната повърхност. Излизането в открития космос е с продължителност 1 час и 8 минути. Аполо 9 е една от най-високо оценените мисии в цялата лунна програма, въпреки че остава в сянката на последвалите големи успехи.
Последното назначение на Ръсел Швейкарт е като командир на дублиращия екипаж на Скайлаб-2 през пролетта на 1973 г.

## Награди
- Медал на НАСА за участие в космически полет;
- Медал на НАСА „За отлична служба“, 1973 г.